# Вільгельм Людвіг Йогансен
Вільгельм Людвіг Йогансен (дан. Wilhelm Ludvig Johannsen; 1857 — 1927) — данський біолог, професор Інституту фізіології рослин Копенгагенського університету, член шведської Академії наук.
Навчався на фармацевта, проте особливо цікавився фізіологією рослин.
У 1881 році почав працювати у хімічній лабораторії Карлсберга. У 1887 році став викладачем фізіології рослин у сільськогосподарському університеті. Продовжив навчання і у 1892 році став доцентом, а в 1903 році — професором.
Дослідами над ячменем і квасолею доводив неефективність відбору у рослин, що самозапилюються, створив на цій основі закон «Про чисті лінії» і спростовував закони Ф. Гальтона (1889, 1897) про часткове успадкування набутих ознак. У 1903 році в роботі «Про успадкування в популяціях і чистих лініях» ввів термін «популяція». У 1909 році в роботі «Елементи точного вчення спадковості» ввів терміни: «ген», «генотип» і «фенотип».
Був номінований на Нобелівську премію в 1920 і 1923 роках

## Твори у російському перекладі
- О наследовании в популяциях и чистых линиях. — М.-Л., 1935;
- Элементы точного учения об изменчивости и наследственности…- Л., 1933.

## Ресурси Інтернету
- Wilhelm Johannsen Centre for Functional Genome Research
- Image gallery
- 6 min silent movie showing Johannsen in action as teacher and scientist